# 和歌山市立紀伊中学校
和歌山市立紀伊中学校（わかやましりつ きいちゅうがっこう）は、和歌山県和歌山市にある公立中学校。

## 概要
和泉山脈の裾野である紀の川の川岸が隆起した高台にある。通学方法は、生徒の９割以上が自転車であり、その他電車や徒歩で通学している。
校区内には、和歌山県立紀伊コスモス支援学校、和歌山県立和歌山盲学校がある。
令和５年度の生徒数は、男子268名、女子268名の合計536名である。

## 沿革
- 1947年4月 - 和歌山市立紀伊中学校開校。名前の由来は紀伊村から。
- 1979年8月27日 - プール竣工。

- 1984年 - 有功地区に新設校（和歌山市立有功中学校）を設置し分離。この際、在校生ならびに教職員により当時の思い出の品等をタイムカプセルとして30年後の3月1日まで保管することとなった。
- 2014年3月1日 - タイムカプセルオープンセレモニー開催。
- 2015年3月16日 - 冷暖房設備工事完了。

## 教育目標
心豊かで、思いやりがあり、自主性のあるたくましい紀中生の育成 ―自主、創造性と正しい判断力―

## 校歌
一
橘香る　みんなみに
流れてつきぬ　紀の川の
つきぬ　まことを　身にしめて
五村の子らは　集いたり
あさもよし　紀中われら
聖く　明かるく
ここに学ばん　諸共に
二
黒潮洗う　みんなみに
聳えて高き　葛城の
高き希望をかかげもち　
五村の子らは　意気にもゆ
あさもよし　紀中われら
強く　正しく
ここに励まん　諸共に

## 通学区域
通学区域は、以下の小学校区である。
- 和歌山市立直川小学校
- 和歌山市立川永小学校
- 和歌山市立紀伊小学校
- 和歌山市立山口小学校

## 通学区域が隣接している学校
- 和歌山市立有功中学校
- 和歌山市立紀之川中学校
- 和歌山市立高積中学校
- 岩出市立岩出中学校
- （大阪府）阪南市立鳥取東中学校
- （大阪府）岬町立岬中学校